# USS Hazelwood (DD-531)
USS Hazelwood (DD-531) là một tàu khu trục lớp Fletcher được Hải quân Hoa Kỳ chế tạo trong Chiến tranh Thế giới thứ hai. Nó là chiếc tàu chiến thứ hai của Hải quân Mỹ được đặt theo tên Thiếu tướng Hải quân John Hazelwood (1726-1800), người tham gia Hải quân Lục địa trong cuộc Chiến tranh Cách mạng Hoa Kỳ. Nó được cho xuất biên chế không lâu sau khi Thế Chiến II kết thúc, tái biên chế trở lại năm 1950 và tiếp tục hoạt động cho đến khi ngừng hoạt động năm 1965 và bị bán để tháo dỡ năm 1976. Hazelwood được tặng thưởng mười Ngôi sao Chiến trận do thành tích phục vụ trong Thế Chiến II.

## Thiết kế và chế tạo
Hazelwood được đặt lườn tại xưởng tàu của hãng Bethlehem Shipbuilding Corporation, ở San Francisco, California vào ngày 11 tháng 4 năm 1942. Nó được hạ thủy vào ngày 20 tháng 11 năm 1942; được đỡ đầu bởi bà Harold J. Fosdick; và nhập biên chế vào ngày 18 tháng 6 năm 1943 dưới quyền chỉ huy của Hạm trưởng, Trung tá Hải quân Hunter Wood, Jr..

## Lịch sử hoạt động

### 1943
Sau khi hoàn tất chạy thử máy, Hazelwood rời vùng bờ Tây Hoa Kỳ vào ngày 5 tháng 9 năm 1943, và đi đến Trân Châu Cảng vào ngày 9 tháng 9. Nó lên đường hai ngày sau đó cùng một lực lượng đặc nhiệm tàu sân bay nhanh, dưới quyền Chuẩn đô đốc C. A. Pownall trên soái hạm Lexington, để tung ra đợt không kích xuống cứ điểm của quân Nhật Bản trên đảo san hô Tarawa thuộc quần đảo Gilbert. Nó sau đó tham gia một lực lượng đặc nhiệm tàu sân bay thứ hai, bao gồm 6 tàu sân bay, 7 tàu tuần dương và 24 tàu khu trục dưới quyền Chuẩn đô đốc A. E. Montgomery cho cuộc tấn công lên đảo Wake vào các ngày 5 và 6 tháng 10.
Quay trở về Trân Châu Cảng vào ngày 11 tháng 10, Hazelwood tham gia các cuộc huấn luyện khẩn trương nhằm chuẩn bị cho các chiến dịch đổ bộ tiếp theo. Nó gia nhập Lực lượng Đặc nhiệm 53 dưới quyền Phó đô đốc Raymond A. Spruance tại cảng Havannah, New Hebrides vào ngày 5 tháng 11. Khởi hành vào ngày 13 tháng 11, nó tham gia cuộc không kích xuống quần đảo Gilbert vào ngày 20 tháng 11, phục vụ tuần tra chống tàu ngầm và dẫn đường máy bay chiến đấu. Chiếc tàu khu trục quay trở về Trân Châu Cảng vào ngày 7 tháng 12, chuẩn bị cho chiến dịch tiếp theo.

### 1944
Hazelwood khởi hành từ Trân Châu Cảng vào ngày 22 tháng 1 năm 1944 trong thành phần Lực lượng Đặc nhiệm 52 dưới quyền đô đốc Spruance cho cuộc tấn công lên các đảo san hô Kwajalein và Majuro thuộc quần đảo Marshall. Sau khi binh lính đã đổ bộ lên bờ vào ngày 31 tháng 1, nó hoạt động ngoài khơi cảng Kwajalein như tàu dẫn đường chiến đấu và tuần tra chống tàu ngầm đối phương. Sau khi mục tiêu này được bình định, nó rời Kwajalein vào ngày 15 tháng 2, và trong nhiều tháng tiếp theo làm nhiệm vụ tuần tra và hộ tống suốt khu vực quần đảo Solomon và Marshall. Nó cũng bắn phá các vị trí của quân Nhật trên bờ ở cảng Ungalabu và New Ireland.
Hazelwood sau đó tham gia chiến dịch tấn công lên Palau. Khi binh lính Sư đoàn 1 Thủy quân Lục chiến đổ bộ lên Peleliu thuộc quần đảo này vào ngày 15 tháng 9, nó bắn pháo xuống các vị trí đối phương trên bờ để vô hiệu hóa sức kháng cự; và nó tiếp tục ở lại ngoài khơi Peleliu để tuần tra cho đến ngày 3 tháng 10, khi nó lên đường đi cảng Seeadler tại đảo Manus. Tại đây, nó gia nhập lực lượng dưới quyền Phó đô đốc Thomas C. Kinkaid để chuẩn bị cho việc tấn công nhằm tái chiếm Philippines. Khi lực lượng đổ bộ lên bờ dưới sự che chở bằng hải pháo lên đảo Leyte vào ngày 20 tháng 10, các tàu chiến phải chịu đựng những cuộc không kích ác liệt của đối phương.
Khi Hạm đội Liên hợp Nhật Bản phản công nhằm đẩy lui cuộc đổ bộ, dẫn đến trận Hải chiến vịnh Leyte trong các ngày 25 và 26 tháng 10, đối phương phải chịu đựng một thất bại lớn: ba thiết giáp hạm, bốn tàu sân bay, sáu tàu tuần dương hạng nặng, bốn tàu tuần dương hạng nhẹ và chín tàu khu trục cùng một số lớn máy bay đã bị tiêu diệt. Bản thân Hazelwood đã bắn rơi ít nhất hai máy bay tấn công cảm tử Kamikaze. Nó tham gia tuần tra ngoài khơi vịnh Leyte, rồi thực tập huấn luyện và tác xạ tại Ulithi trong tháng 12.

### 1945
Hazelwood gia nhập lực lượng đặc nhiệm tàu sân bay nhanh dưới quyền Phó đô đốc John S. McCain và lên đường vào ngày 30 tháng 12, tiến hành một loạt các cuộc không kích xuống các vị trí của quân Nhật tại quần đảo Ryūkyū, Đài Loan, Okinawa và dọc theo bờ biển Trung Quốc từ ngày 3 đến ngày 7 tháng 1 năm 1945. Các cuộc không kích này cũng nhằm lôi kéo sự chú ý của đối phương khỏi Philippines, nơi diễn ra cuộc đổ bộ lên vịnh Lingayen vào ngày 9 tháng 1. Sau một đợt không kích khác xuống các vị trí của quân Nhật tại Đông Dương thuộc Pháp, lực lượng đặc nhiệm quay trở về Ulithi vào ngày 26 tháng 1.
Gia nhập một lực lượng đặc nhiệm tàu sân bay nhanh khác, Hazelwood lên đường vào ngày 11 tháng 2 để bảo vệ cho các tàu sân bay, khi chúng tiến hành không kích xuống các đảo chính quốc Nhật Bản trong các ngày 16 và 17 tháng 2. Lực lượng nhanh chóng quay xuống phía Nam để hỗ trợ cho cuộc đổ bộ lên Iwo Jima bắt đầu vào ngày 19 tháng 2. Cho dù liên tục chịu đựng các cuộc tấn công của máy bay Kamikaze lẫn máy bay tiêm kích và máy bay ném bom bổ nhào đối phương, con tàu thoát đơ[9c mà không chịu thiệt hại, và vào đêm 25 tháng 2 đã đánh chìm hai tàu hàng nhỏ của đối phương bằng hải pháo.
Quay trở về Ulithi vào ngày 1 tháng 3, Hazelwood lại lên đường vào ngày 14 tháng 3 để hoạt động cùng một lực lượng đặc nhiệm tàu sân bay nhanh, tham gia hỗ trợ trên không và bắn phá bờ biển cho cuộc đổ bộ lên Okinawa, bước cuối cùng trước khi đặt chân lên chính quốc Nhật Bản. Sau cuộc đổ bộ đầu tiên vào ngày 1 tháng 4, nó hoạt động ngoài khơi Okinawa trong vai trò cột mốc radar canh phòng và tuần tra hộ tống giữa vô số các cuộc không kích của Nhật Bản.

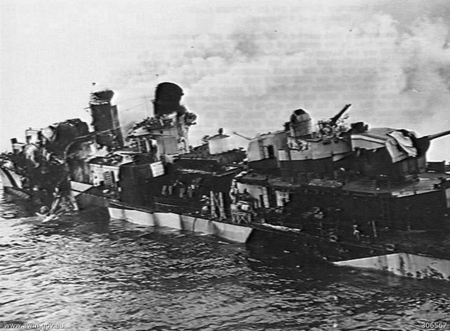
Hazelwood sau khi bị Kamikaze đánh trúng ngoài khơi Okinawa.

Vào ngày 29 tháng 4, đội tàu sân bay mà nó hộ tống bảo vệ chịu đựng một đợt tấn công Kamikaze tự sát. Hazelwood khai hỏa pháo các cỡ và cơ động để né tránh hai chiếc máy bay tiêm kích Mitsubishi A6M “Zero”; tuy nhiên một chiếc thứ ba đã ló ra khỏi mây phía đuôi tàu. Cho dù bị hỏa lực phòng không của Hazelwood bắn trúng, nó vẫn đâm được xuống ống khói số 2 bên mạn trái, rơi vào cầu tàu và nổ tung. Các khẩu pháo phía trước tàu bị vô hiệu, và phần trước con tàu bốc cháy. Mười sĩ quan và 67 thủy thủ tử trận, trong đó có Trung tá Hạm trưởng V. P. Douw, và 36 người khác bị mất tích. Sĩ quan máy trưởng, Trung úy C. M. Locke, nắm quyền chỉ huy hướng dẫn thủy thủ đoàn sửa chữa hư hại và cứu chữa người bị thương. Được kéo đi, và vẫn di chuyển một phần bằng chính đông lực của mình, chiếc tàu khu trục đi đến Ulithi vào ngày 5 tháng 5 để sửa chữa tạm thời, rồi đi ngang qua Trân Châu Cảng để quay về Xưởng hải quân Mare Island vào ngày 14 tháng 6, nơi nó được sửa chữa triệt để. Do chiến tranh kết thúc, Hazelwood được cho xuất biên chế vào ngày 18 tháng 1 năm 1946 và gia nhập Hạm đội Dự bị Thái Bình Dương tại San Diego, California.

### Sau chiến tranh

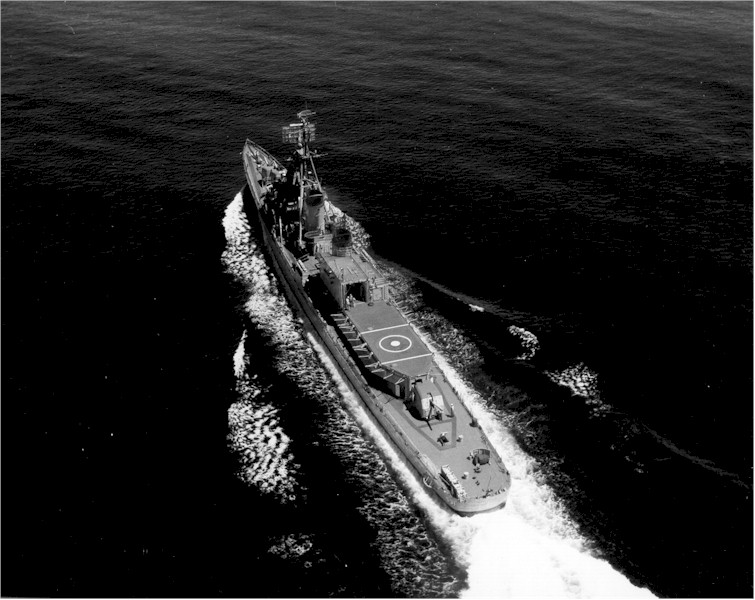
Hazelwood vào năm 1960, trang bị sàn đáp thử nghiệm.

Hazelwood được cho nhập biên chế trở lại tại San Diego vào ngày 12 tháng 9 năm 1951 dưới quyền chỉ huy của Hạm trưởng, Trung tá Hải quân R. M. Niles, để tham gia Chiến tranh Triều Tiên. Sau khi hoàn tất chạy thử máy, nó rời San Diego vào ngày 4 tháng 1 năm 1952 và đi đến Newport, Rhode Island vào ngày 21 tháng 1 để gia nhập Lực lượng Khu trục Hạm đội Đại Tây Dương. Nó hoạt động và thực tập dọc theo vùng bờ Đông và vùng biển Caribe, cũng như huấn luyện tìm-diệt tàu ngầm cùng một đội tàu sân bay, cho đến khi nó rời Newport để đi sang Viễn Đông vào ngày 7 tháng 12 năm 1953, ngang qua Trân Châu Cảng.
Hazelwood đi đến Tokyo vào ngày 12 tháng 1 năm 1954, rồi trải qua những tháng tiếp theo hoạt động cùng một lực lượng đặc nhiệm tàu sân bay nhanh, tuần tra dọc theo bờ biển Triều Tiên để thực hiện cuộc ngừng bắn đầy khó khăn. Nó thực hiện một hành trình dài để quay về Hoa Kỳ, rời Hong Kong vào ngày 28 tháng 5, và đi ngang qua kênh đào Suez để về đến Newport vào ngày 17 tháng 7. Trong những năm tiếp theo, nó luân phiên những nhiệm vụ huấn luyện và hoạt động dọc theo vùng bờ Đông và vùng biển Caribe với những đợt bố trí sang Địa Trung Hải cùng Đệ Lục hạm đội. Khi xảy ra vụ Khủng hoảng kênh đào Suez năm 1956, chiếc tàu khu trục đã tuần tra tại khu vực Đông Địa Trung Hải, giúp ổn định tình hình quốc tế căng thẳng.

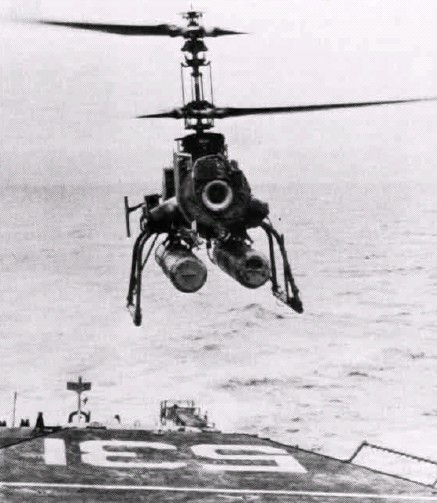
Trực thăng không người lái DASH trên sàn đáp của Hazelwood.

Vào năm 1958, Hazelwood bắt đầu tham gia tích cực vào việc thử nghiệm máy bay trực thăng trong chiến tranh chống tàu ngầm tại vịnh Narragansett và ngoài khơi Phòng thí nghiệm Đạn dược Hải quân tại Maryland. Được phân về Đội phát triển khu trục, nó tham gia thử nghiệm thiết bị để sử dụng với radar và hệ thống phản công điện tử. Các công việc nghiên cứu sơ khai và phát triển liên quan đến việc thử nghiệm trực thăng không người lái chống tàu ngầm QH-50 DASH (Drone Anti-Submarine Helicopter), giúp hoàn thiện một hệ thống vũ khí chống tàu ngầm tiên tiến. Chỉ riêng trong tháng 8 năm 1963, chiếc trực thăng không người lái đã thực hiện trên 1.000 lần hạ cánh xuống sàn đáp chiếc tàu khu trục.
Ngoài các hoạt động thử nghiệm phát triển, Hazelwood tiếp tục tham gia các nhiệm vụ thông thường dành cho một tàu khu trục. Khi Hoa Kỳ đối đầu với Liên Xô trong vụ Khủng hoảng tên lửa Cuba vào tháng 10 năm 1962, con tàu đã lên đường đi đến khu vực quần đảo Caribe để tuần tra chống tàu ngầm và khám xét tàu bè. Nó đi đến vịnh Guantánamo, Cuba vào ngày 5 tháng 11, ngay sau khi quyết định phong tỏa Cuba có hiệu lực, và đã hoạt động như tàu hỗ trợ hỏa lực cho Lực lượng Đặc nhiệm 84 trong suốt vụ khủng hoảng. Khi chiếc tàu ngầm nguyên tử Thresher (SSN-593) không trở lên mặt nước vào ngày 10 tháng 4 năm 1963, chiếc tàu khu trục đã được phái đến hiện trường cùng các nhà khoa học thuộc Viện hải dương học Woods Hole để tìm kiếm một cách hệ thống con tàu bị mất tích.
Hazelwood tiếp nối các hoạt động thử nghiệm DASH trong tháng 6, và đến cuối năm đã thử nghiệm trên tàu Thiết bị Hỗ trợ Hạ cánh (SLAD: Shipboard Landing Assist Device). Nó tiếp tục cả hai thử nghiệm này cùng các hoạt động chiến thuật dọc theo vùng bờ Đông trong năm tiếp theo. Con tàu được cho xuất biên chế vào ngày 19 tháng 3 năm 1965 và được đưa về Hạm đội Dự bị Đại Tây Dương. Tên nó được cho rút khỏi danh sách Đăng bạ Hải quân vào ngày 1 tháng 12 năm 1974, và bị bán để tháo dỡ vào ngày 14 tháng 4 năm 1976.

## Phần thưởng
Hazelwood được tặng thưởng mười Ngôi sao Chiến trận do thành tích phục vụ trong Thế Chiến II.